# Witvleugeltortel
De witvleugeltortel (Streptopelia reichenowi) is een vogel uit de familie van de duiven (Columbidae). De soortaanduiding reichenowi is een eerbetoon aan de Duitse ornitholoog Anton Reichenow.

## Verspreiding en leefgebied
Deze soort komt voor in zuidoostelijk Ethiopië en zuidwestelijk Somalië.